# セッシュ
「セッシュする」または「セッシュウする」とは、映画やテレビドラマにおいて身長差のある俳優同士の2ショットや顔のアップを撮影する際、構図上のバランスを整えるために背の低い俳優を踏み台に立たせることを指す業界用語。

## 詳細
俳優を踏み台に立たせて構図を調整すること自体は古くから行われていたが、かつてハリウッドでこれを「セッシュウする」と呼んでおり、その後これが日本をはじめ世界に伝わり広まった。
由来は、1920年頃からハリウッド映画で大活躍し、1958年には映画「戦場にかける橋」において日本人初のアカデミー賞ノミネート俳優ともなった早川雪洲（Sessue Hayakawa）の名前から。アメリカ人と比較して身長の低かった早川（約172 cm）に対し、圧倒的な二枚目役を演出しなければいけないため「セッシュウが低いから彼を踏み台に立たせてくれ」という指示が次第に省略され、最後には「セッシュウする」の一言となった。
ただしこれは当時やそれ以前から、ハリウッドではよく使われていた撮影手法であり、早川が始めた、または早川だけが特別に使用していたわけではないことに留意。「日本人イコール身長が低い」という先入観による偏見を含めた上でのスラングである。
狭義では「俳優を台にのせて身長をかさ上げする」の意味で、「彼（または彼女）をセッシュウして」となるが、本質的には「被写体の高さをかさ上げする」であることから「手前の花瓶をセッシュウして」など、実際には人物に限らず使用されている。
本来は「雪洲」の名の通り「セッシュウ/セッシュー」と呼称するが、「セッシュ」と呼称されることも多い。また、その踏み台自体を「セッシュウ台」や「箱馬（ハコウマ）」と呼ぶ。